# Lynx Beverskog
Lynx Beverskog, född 15 juli 1999 i Mora, är en handbollsspelare från Sverige (Vänstersex), som spelar för Amo HK.

## Karriär
Lynx Beverskog har Skånela som moderklubb, där han även spelade sina första år. Han bytte sen till Uppsala HK i div 1 och spelade där i två år. Därefter spelade han i Rimbo HK i fyra år i Allsvenskan. Efter det bytte han till Amo HK som då spelade i Allsvenskan och sedan år 2023 spelar Amo HK i Handbollsligan.